# شبه‌جزیره کره (مجموعه تلویزیونی)
شبه‌جزیره کره (انگلیسی: Korean Peninsula؛‏ کره‌ای: 한반도) مجموعه تلویزیونی محصول کره جنوبی سال ۲۰۱۲ با بازی هوانگ جونگ مین و کیم جونگ اون است. این مجموعه از ۶ فوریه تا ۳ آوریل ۲۰۱۲، روزهای دوشنبه و سه‌شنبه ساعت ۲۰:۵۰ (کی‌اس‌تی) از تی‌وی چوسان پخش شد.

## خلاصه داستان
سو میونگ جون (هوانگ جونگ مین)، دانشمندی اهل کره جنوبی است که هنگام توسعهٔ یک منبع انرژی جایگزین، عاشق ایم جین جه (کیم جونگ اون)، دانشمند اهل کره شمالی می‌شود. اما زمانی که به‌طور غیرمنتظره‌ای میونگ جون به ریاست جمهوری کره متحد شده منصوب می‌شود، تنش‌های سیاسی شدت می‌گیرد، زیرا مبارزهٔ شدیدی بر سر منابع طبیعی محدود، همچنان کشور را به دو بخش تقسیم می‌کند.

## بازیگران
- هوانگ جونگ مین در نقش سو میونگ جون[۶]
- کیم جونگ اون در نقش ایم جین جه[۷]